# Patagóniai gezerigó
A patagóniai gezerigó (Mimus patagonicus) a madarak osztályának a verébalakúak (Passeriformes) rendjéhez és a gezerigófélék (Mimidae) családjához tartozó faj.

## Rendszerezése
A fajt Frédéric de Lafresnaye és Alcide d’Orbigny írták le 1837-ben, az Orpheus nembe Orpheus patagonicus néven.

## Előfordulása
Dél-Amerika déli részén, Argentína, Chile, a Falkland-szigetek és a Déli-Georgia és Déli-Sandwich-szigetek területén honos. Természetes élőhelyei a szubtrópusi vagy trópusi száraz cserjések, valamint másodlagos erdők. Vonuló faj.

## Megjelenése
Testhossza 25 centiméter, testtömege 44–65 gramm.

## Életmódja
Rovarokkal táplálkozik, de gyümölcsöket és bogyókat is fogyaszt.

## Természetvédelmi helyzete
Az elterjedési területe rendkívül nagy, egyedszáma pedig stabil. A Természetvédelmi Világszövetség Vörös listáján nem fenyegetett fajként szerepel.